# The KMG's
The KMG's of Krazy Mess Groovers is een Belgische funkband bestaande uit 8 leden van verschillende afkomst. 

## Biografie
The KMG's zijn ooit begonnen met 2 leden, nl. Sexyfire (zang) en Mr Scotch (keyboards). Later kwamen daar nog bij Mr French Kiss (trompet), Big Boss (altsaxofoon), The Answer (trombone), Mr Dee Bee Dee Bop (baritonsax), Captain Thunder (2nd guitar), Mr Y (bass) en Mr Cream (drums) die de groep compleet maakte. De groep stelt ook een missie te hebben, het verspreiden van liefde en vreugde over de hele wereld en neemt daarmee een voorbeeld aan grootheden zoals Earth, Wind & Fire, Kool & The Gang, The Jacksons, Chic, Sly & The Family Stone en Stevie Wonder.
De Franstalige omroep RTBF koos de groep zonder preselectie, om met het discofunknummer Love Power België te vertegenwoordigen op het Eurovisiesongfestival 2007 te Helsinki. Lovepower was daarmee het eerste Engelstalige nummer dat de RTBF liet deelnemen. Doordat er maximaal 6 personen op het podium mochten en er drums bij moesten, werd Mr Cream (drums) toegevoegd en vielen The Answer, Mr Dee Bee Dee Bop, Mr Y en Captain Thunder af. De groep strandde in de halve finale. Ze haalden 14 punten, wat een 26ste plaats betekende op 28 deelnemers. Oostenrijk en Tsjechië waren resp. 27ste en 28ste. België kreeg 12 punten van Georgië en 2 van Nederland.
In 2008 verliet Wakas Ashiq de band en werd vervangen door Adam Laurinaitis (The First), eerder verliet ook Chrystel Wautier reeds de band.

## Bandleden
- Dimitri Delvaux (Dee Bee Dee Bop)
- Piotr Paluch (Mr Scotch)
- Raphaël Hallez (Mr French Kiss)
- Tuan N'Guyen (Big Boss)
- François Cremer (Mr Cream)
- Adomas 'Adam' Laurinaitis (The First)
- Gilles Repond (The Answer)
- François Delporte (Captain Thunder)
- Yannick Lodahl (Mr Y)

### Ex-leden
- Wakas Ashiq (Sexyfire)
- Chrystel Wautier (Lady Soulflower)

## Discografie

### Singles
- Love Power (2007)

### Albums
- Funky Soul Power[2] (2007)

1956: Fud Leclerc + Mony Marc · 
1957: Bobbejaan Schoepen · 
1958: Fud Leclerc · 
1959: Bob Benny · 
1960: Fud Leclerc · 
1961: Bob Benny · 
1962: Fud Leclerc · 
1963: Jacques Raymond · 
1964: Robert Cogoi · 
1965: Lize Marke · 
1966: Tonia · 
1967: Louis Neefs · 
1968: Claude Lombard · 
1969: Louis Neefs · 
1970: Jean Vallée · 
1971: Lily Castel & Jacques Raymond · 
1972: Serge & Christine Ghisoland · 
1973: Nicole & Hugo · 
1974: Jacques Hustin · 
1975: Ann Christy · 
1976: Pierre Rapsat · 
1977: Dream Express · 
1978: Jean Vallée · 
1979: Micha Marah · 
1980: Telex · 
1981: Emly Starr · 
1982: Stella · 
1983: Pas de Deux · 
1984: Jacques Zegers · 
1985: Linda Lepomme · 
1986: Sandra Kim · 
1987: Liliane Saint-Pierre · 
1988: Reynaert · 
1989: Ingeborg · 
1990: Philippe Lafontaine · 
1991: Clouseau · 
1992: Morgane · 
1993: Barbara · 
1995: Frédéric Etherlinck · 
1996: Lisa del Bo · 
1998: Mélanie Cohl · 
1999: Vanessa Chinitor · 
2000: Nathalie Sorce · 
2002: Sergio & The Ladies · 
2003: Urban Trad · 
2004: Xandee · 
2005: Nuno Resende · 
2006: Kate Ryan · 
2007: The KMG's · 
2008: Ishtar · 
2009: Copycat · 
2010: Tom Dice · 
2011: Witloof Bay · 
2012: Iris · 
2013: Roberto Bellarosa · 
2014: Axel Hirsoux · 
2015: Loïc Nottet · 
2016: Laura Tesoro · 
2017: Blanche · 
2018: Sennek · 
2019: Eliot · 
2021: Hooverphonic · 
2022: Jérémie Makiese · 
2023: Gustaph · 
2024: Mustii · 
2025: Red Sebastian